# Manuelstijl

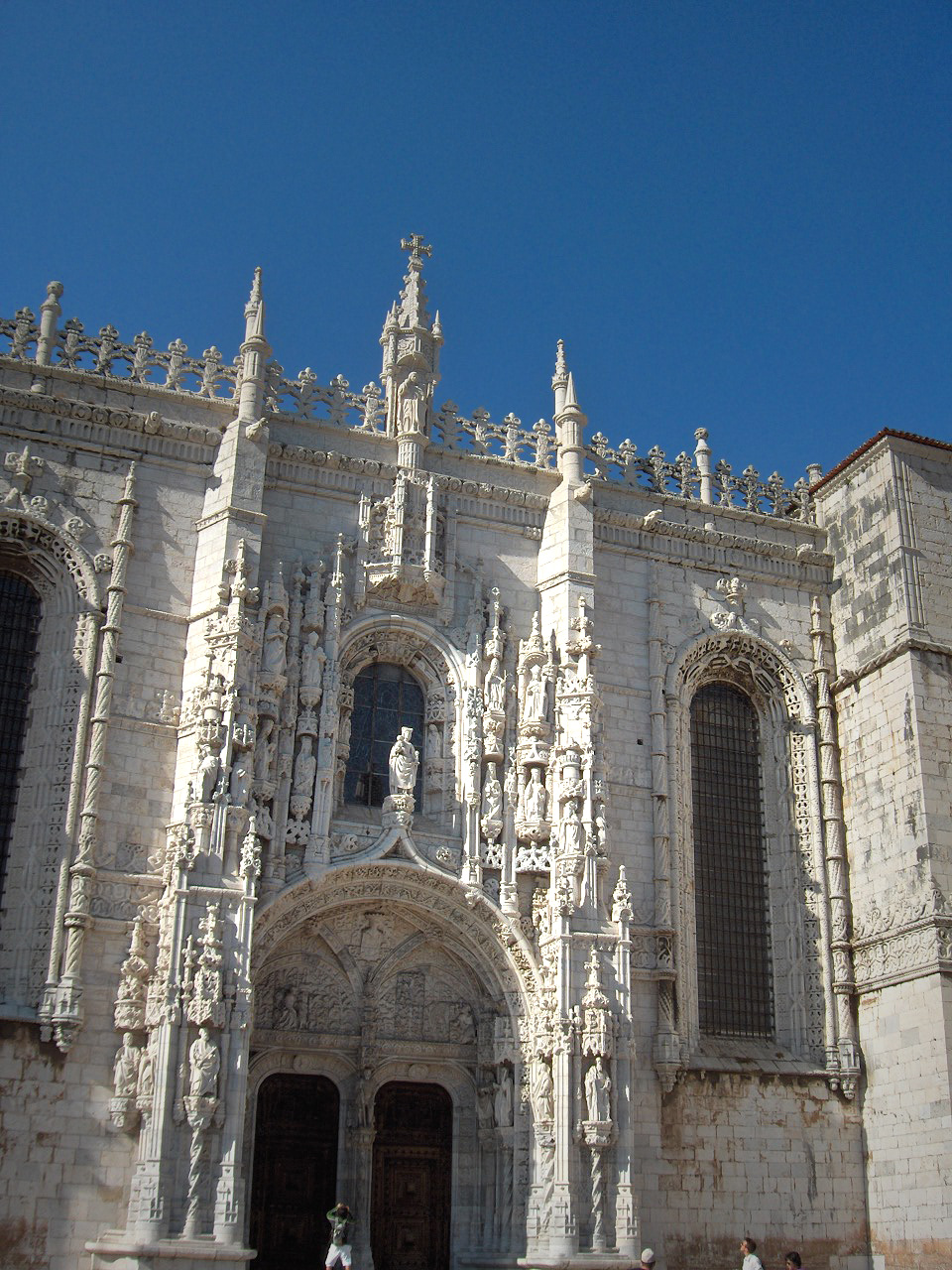
Portaal van het Hiëronymietenklooster in Belém

De manuelstijl of de Portugese laatgotische stijl is een kunststijl met rijkelijke architecturale versieringen gedateerd in het begin van de zestiende eeuw. Een gebouw in manuelstijl heeft allerhande decoraties die verwijzen naar de zee en naar de ontdekkingsreizen. De periode, waarin deze stijl toegepast werd, is deze van de reizen van Vasco da Gama (die de reisroute naar India vastlegde) en Pedro Álvares Cabral (de ontdekker van Brazilië).

## Geschiedenis
De manuelstijl vormt een verbinding van verschillende elementen tot een hogere eenheid van de laatgotische architectuur vermengd met Spaanse, Italiaanse en Vlaamse, Moorse en Indische elementen. Hij markeert in Portugal de overgang van de laatgotiek naar de renaissance.
De naam werd gegeven in 1842 door Francisco Adolfo de Varnhagen, de burggraaf van Porto Seguro, bij zijn beschrijving van het Hiëronymietenklooster in Belém in zijn boek Noticia historica e descriptiva do Mosteiro de Belem, com um glossario de varios termos respectivos principalmente a architectura gothica. Hij noemde deze stijl naar koning Emanuel I van Portugal, wiens regeerperiode (1495-1521) overeenkwam met de ontwikkeling van de manuelstijl.
De periode van de manuelstijl duurde niet erg lang (van 1490 tot ongeveer 1520), maar het speelde wel een belangrijke rol in de Portugese kunstgeschiedenis. Deze stijl kwam niet alleen voor in de architectuur (kerken, kloosters, paleizen, kastelen), maar ook in de beeldhouwkunst, de schilderkunst, het goud- en zilversmeedwerk, in geglazuurd aardewerk en in meubelontwerpen.

## Voornaamste kunstenaars
Enkele belangrijke manuelijnse kunstenaars waren:
- architectuur: Diogo Boitac, Mateus Fernandes, Diogo de Arruda, Francisco de Arruda, João de Castilho, Diogo de Castilho
- beeldhouwkunst: Diogo Pires
- schilderkunst: Vasco Fernandes, Gaspar Vaz, Jorge Afonso, Cristóvâo de Figueiredo, Garcia Fernandes, Gregório Lopes

## Architectuur
In de architectuur wordt deze decoratieve stijl gekenmerkt door ingewikkelde virtuoze versieringen in portalen, vensters, kolommen en arcaden. Hierbij komen telkens verschillende elementen terug, waarbij voorwerpen uit de zeesfeer vermengd worden met christelijke symbolen en ontdekkingen uit de bezochte landen. Men onderscheidt:
- scheepsbenodigdheden: de armillairsfeer (een navigatie-instrument, maar ook het persoonlijk embleem van koning Emanuel I), bollen, ankers, kabels.
- elementen uit de zee: zeewier, schelpen, parels.
- planten: lauriertakken, eikenbladeren, eikels, papaverbollen, maïskolven, distels.
- christelijke symbolen: het kruis van de Orde van Christus (de opvolgers van de Tempeliers in Portugal).
- elementen uit de pas ontdekte landen: het maaswerk in de Claustro Real van het klooster van Batalha is verwant met het fijne filigreinwerk uit de islamitische kunst der Mogols.
- gedraaide zuilen en pilaren in de vorm van gevlochten touwen.

De manuelstijl werd voor het eerst toegepast door de Franse beeldhouwer en bouwmeester Diogo Boitac in de bouw van de Igraja de Jesus in Setúbal en later in de kathedraal van Guarda. Hij werkte ook mee aan de bouw van het klooster in Batalha, het Santa Cruz-klooster in Coimbra. Maar zijn meesterwerk is het Hiëremonietenklooster in Belém, waar deze stijl het prachtigst tot uiting komt.

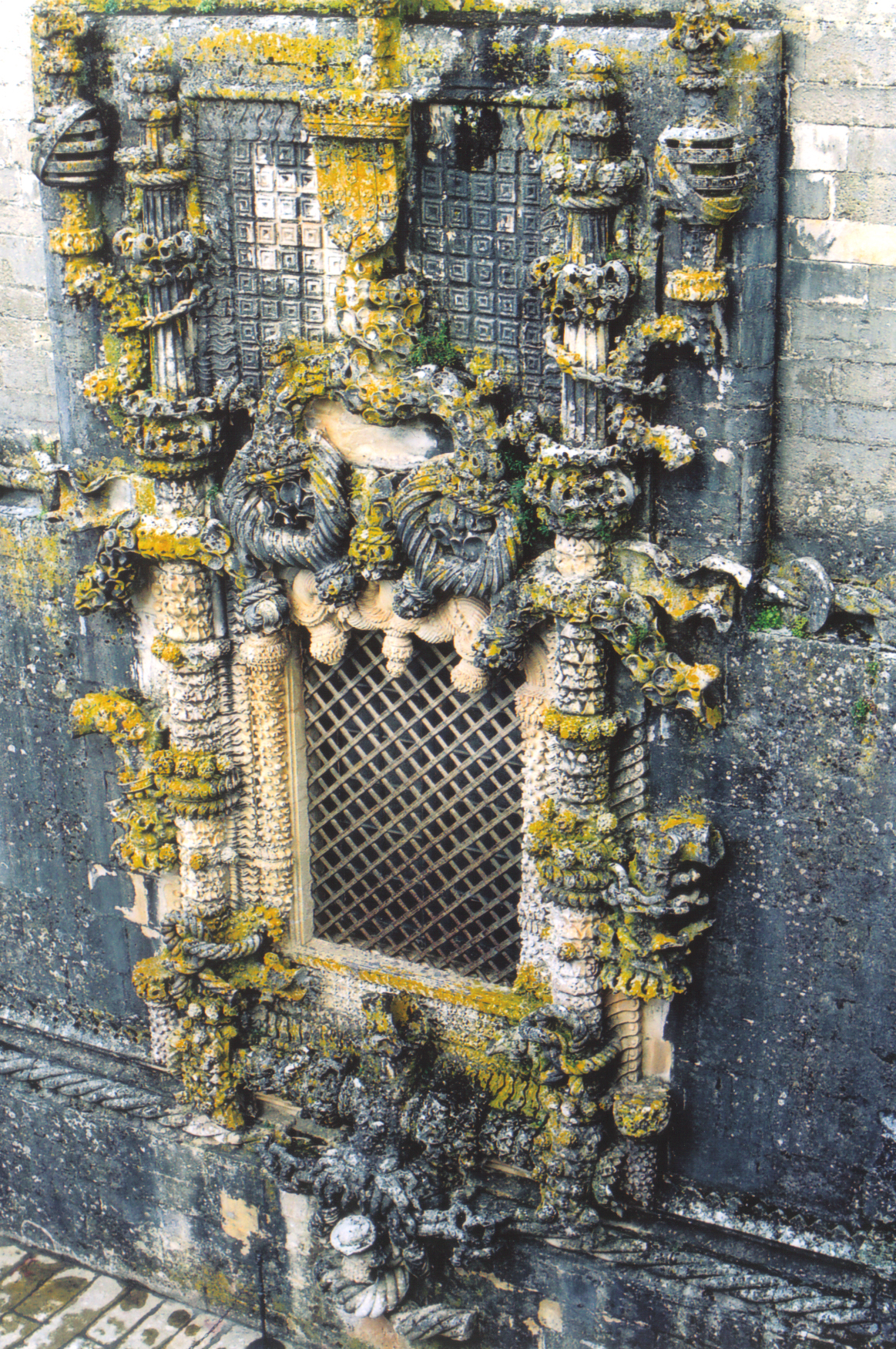
Manuelijns raam uit het klooster in Tomar

De aardbeving in Lissabon van 1755, gevolgd door een vloedgolf, heeft veel manuelijnse gebouwen verwoest onder meer het koninklijk paleis van Emanuel I, het Allerheiligenhospitaal en verschillende kerken. Maar de Toren van Belém (het eerste gebouw dat uitsluitend in manuelijnse stijl werd gebouwd), het Hiëronymietenklooster en ook het portaal uit de Nossa Senhora da Conceição Velha-kerk hebben de verwoesting doorstaan.
Koning Emanuel I liet ook veel bouwwerken uitvoeren buiten Lissabon. De kerk en de kapittelzaal van het klooster van de Orde van Christus in Tomar (ontworpen door Diogo de Arruda) behoren tot de schitterendste uitingen van de manuelijnse kunst. Hier valt het grote raam uit de kapittelzaal het meest op. Met zijn gebeeldhouwde organische vormen en gevlochten touwen, verwerkt rond het kruis van de Orde van Christus en de armillairsferen, is dit een hoogtepunt van de manuelstijl.
Andere belangrijke bouwwerken, die de manuelstijl bevatten, zijn:
- het klooster van Batalha: het verfijnde maaswerk van de koninklijke kloostergang (Claustro Real) (van de hand van Boitac) en de Onvoltooide Kapellen (Capelas Imperfeitas), in het bijzonder de weelderige motieven van het ruime portaal.
- het koninklijk paleis van Sintra, vooral de tweelichtvensters (ajimezes).
- het plafond van het Santa Cruz-klooster in Coimbra.
- de hoofdkerken in Golegã, Vila do Conde, Moura, Caminha en Olivenza.
- kathedraal van Braga: doopvont, kelk in manuelstijl (in de schatkamer).
- de kathedraal van Viseu: het ribbengewelf van het hoofdschip rust op pijlers met gedraaide liernen.
- de kathedraal van Guarda: venster in manuelstijl boven het gotisch portaal van de noordgevel, portaal van de voorgevel.
- het hoofdportaal van de kerk Santa Maria de Marvila in Santarém.

Naast kerken en kloosters werd de manuelstijl ook toegepast in burgerlijke gebouwen. Voorbeelden vindt men in Évora (Palácio de Dom Manuel), Viana do Castelo (Palácio dos Viscondes de Carreira) en Guimarães (het oude stadhuis).
De manuelstijl verspreidde zich door het Portugese Rijk en in enkele andere landen. Men vindt hem terug in:
- Madeira: de kathedraal van Funchal
- Azoren: de kerk Matriz de São Sebastião (het portaal); Ponta Delgada op het eiland São Miguel
- Enclaves in Marokko: kathedraal van Safim; Mazagán
- Brazilië
- Goa (India): Iglesia del Priorato de Rosário ; Iglesia de San Francisco
- Macau (China): Sint-Pauluskerk
- Mexico: Iglesia de la Concepción de Texcoco.
- Spanje: parochiekerk van San Martin (Almonaster la Real); ayuntamiento en de Santa María Magdalenakerk van Olivenza

## Schilderkunst
De manuelijnse periode in de schilderkunst duurde iets langer en bestreek de periode tussen 1505 en 1550. Er was een sterke invloed van de Vlaamse schilderkunst en in iets mindere mate van de Venetiaanse School, zodat men bezwaarlijk kan zeggen dat de Portugese schilderkunst in die periode echt onafhankelijk of origineel was.
De voornaamste kenmerken waren; haarfijne lijnen, realistische en hartstochtelijke kleuren, een zeker naturalisme in de achtergronden en landschappen (zoals bij veel Vlaamse tijdgenoten), levensgrote personages met enigszins geïdealiseerde maar toch natuurlijke gezichtsuitdrukkingen. Veel schilderijen staan op groot doek of hebben een monumentale grootte. Er zijn weinig kleine paneeltjes uit die periode.
Traditioneel spreekt men over twee scholen in de manuelijnse schilderkunst:
- de School van Lissabon: Jorge Afonso, Garcia Fernandes, Cristóvão de Figueiredo en Gregório Lopes.
- de School van Viseu: Vasco Fernandes en Gaspar Vaz.